# Antonio Dembo
El General António Sebastião Dembo (1944–25 de febrero de 2002) fue vicepresidente de UNITA entre 
1992 y 2002 y posterior Presidente (2002) de UNITA, un grupo rebelde anticomunista que luchó contra el MPLA en la guerra civil angoleña.
Sus padres fueron Sebastião y Muhemba Nabuko y nació en Nambuangongo. Completó su formación primaria en Luanda, en las escuelas metodistas en Muxaluando y Quimai. Recibió su educación secundaria en El Harrach y la Escuela Nacional de Ingenieros y Técnicos de Argelia en Argelia.
António Dembo se unió a UNITA en 1969. Después de viajar por África en nombre de UNITA, regresó a Angola en 1982, donde fue comandante del Frente Norte y, posteriormente, jefe de personal del Frente Norte. Fue Vicepresidente de UNITA en 1992, cuando se reanudó la guerra civil angoleña. En este punto sucedió a Jeremias Chitunda, que había sido asesinado ese mismo año por el gobierno angoleño del Movimiento Popular para la Liberación de Angola en Luanda. También fue general a cargo de los comandos especiales de UNITA, los Tupamaros.
Después de que la guerra se tornara contra UNITA entre 2001 y 2002, las fuerzas de Dembo se posicionaron constantemente en la huida de las tropas gubernamentales. Tras el asesinato de su líder, Jonás Savimbi el día 22 de febrero de 2002, Dembo fue nombrado presidente de UNITA. Sin embargo, Dembo también fue herido en ese mismo ataque que acabó con la vida del presidente Savimbi. Dembo falleció diez días después, también debilitado por la diabetes que padecía.
El ascenso al poder en UNITA por parte de Dembo había sido preordenado por Savimbi y los líderes de UNITA. En 1997, Savimbi y los dirigentes de UNITA habían nombrado a Dembo sucesor de Savimbi en caso de muerte de este último. Consecuentemente con este nombramiento como sucesor, Dembo asumió el liderazgo de UNITA inmediatamente después de la muerte de Savimbi en el combate.
Tras el fallecimiento de Dembo, el liderazgo de UNITA fue asumido por Isaías Samakuva, que había servido como representante de UNITA para Europa durante el mandato de Savimbi.